# Хауардс енд (филм)
Хауардс енд (енгл. Howards End) је британски филм из 1992. редитеља Џејмса Ајворија, снимљен по истоименом роману Едварда Моргана Форстера. Филм обрађује класне односе у Енглеској на прелазу из 19. у 20. век. Продуцирала га је кућа Merchant Ivory Productions као трећу екранизацију неког Форстеровог романа (након Собе с погледом (1986) и Мориса 1987).

## Улоге
| Глумац               | Улога           |
| -------------------- | --------------- |
| Ема Томпсон          | Маргарет Шлегел |
| Ентони Хопкинс       | Хенри Вилкокс   |
| Хелена Бонам Картер  | Хелен Шлегел    |
| Самјуел Вест         | Ленард Баст     |
| Никола Дафет         | Џеки Баст       |
| Ејдријан Рос Меџенти | Тиби Шлегел     |
| Ванеса Редгрејв      | Рут Вилкокс     |
| Прунела Скејлс       | тетка Џули      |
| Џозеф Бенет          | Пол Вилкокс     |
| Питер Селер          | пуковник Фасел  |
| Криспин Бонам-Картер | Алберт Фасел    |
| Џема Редгрејв        | Иви Вилкокс     |
| Сајмон Калоу         | професор музике |

## Награде и номинације

### Оскар
Освојени Оскари:
- Најбоља главна глумица – Ема Томпсон
- Најбољи адаптирани сценарио – Рут Џабвала
- Најбоља сценографија – Лучана Ариги and Ијан Витакер

Номинације:
- Најбољи филм – Исмаил Мерчант
- Најбоља режија – Џејмс Ајвори
- Најбоља споредна глумица – Ванеса Редгрејв
- Најбоља фотографија – Тони Пирс-Робертс
- Најбољи дизајн костима – Џени Беван и Џон Брајт
- Најбоља оригинална музика – Ричард Робинс

### BАFTA
Освојене награде:
- Најбољи филм – Исмаил Мерчант
- Најбоља главна глумица – Ема Томпсон

Номинације:
- Најбоља режија – Џејмс Ајвори
- Најбољи адаптирани сценарио – Рут Џабвала
- Најбоља споредна глумица – Хелена Бонам Картер
- Најбољи споредни глумац – Самјуел Вест
- Најбоља фотографија – Тони Пирс-Робертс
- Најбоља сценографија – Лучана Ариги
- Најбољи дизајн костима – Џени Беван и Џон Брајт
- Најбоља монтажа – Ендру Маркус
- Најбоља шминка и фризура – Кристина Бевериџ

### Златни глобус
Освојене награде:
- Најбоља главна глумица у играном филму (драма) – Ема Томпсон

Номинације:
- Најбољи редитељ – Џејмс Ајвори
- Најбољи играни филм (драма) – Исмаил Мерчант
- Најбољи сценарио – Рут Џабвала

### НаградаУдружења америчких филмских редитеља
Номинације:
- Изванредно режисерско достигнуће у играном филму — Џејмс Ајвори

### НаградаУдружења америчких сценариста
Номинације:
- Најбољи сценарио базиран на материјалу који је раније произведен и објављен — Рут Џабвала

### New York Film Critics Circle Awards
Победе:
- Најбоља глумица – Ема Томпсон

Номинације:
- Најбољи филм — Исмаил Мерчант
- Најбољи режисер — Џејмс Ајвори

### Los Angeles Film Critics Association Awards
Победе:
- Најбоља глумица – Ема Томпсон

### National Society of Film Critics Awards
Победе:
- Најбоља глумица – Ема Томпсон

Номинације:
- Најбоља споредна глумица — Ванеса Редгрејв

### National Board of Review Awards
Победе:
- Најбољи филм – Исмаил Мерчант
- Најбољи режисер – Џејм Ајвори
- најбоља глумица – Ема Томпсон

### Кански филмски фестивал
Победе:
- 45th Anniversary Prize – Џејмс Ајвори[1]

Номинације:
- Златна палма

### Цезар
Победе:
- Најбољи филм на страном језику – Џејмс Ајвори